# Берлинска конференција
Берлинска конференција одржана је фебруара 1885. године ради решавања сукоба између колонијалних сила насталих око поделе басена реке Конго. 

## Историја
Берлинска конференција један је од догађаја који карактеришу тзв. "трку за Африку", односно борбу великих сила, пре свега Француске и Енглеске, за поделу афричких територија. У трци су поред њих учествовале у мањем уделу и друге европске државе: Италија, Немачка, Белгија, Шпанија, Португал. Белгијски краљ Леополд II основао је 1876. године Међународно удружење за испитивање и цивилизовање Африке чији је филантропски и научни задатак био само параван за истински циљ компаније - заузеће басена реке Конго. У Леополдовој служби нашао се знаменити амерички истраживач Стенли. Он је од 1879. до 1884. године на челу белгијске експедиције склопио више од 400 споразума са урођеничким поглавицама. Французи су такође послали експедицију на челу са Де Бразом која је оснивала постаје у долини Конга. Французи су истакли своју заставу у Бразавилу, данашњем главном граду Конга (1881). Желећи да спречи француско-белгијску окупацију Конга, енглеска влада склопила је 1884. године уговор са Португалијом којим јој признаје "право" на ушће Конга. Циљ оваквог потеза био је јасан; Енглеска је ушће предавала у руке држави која је још од 17. века била њена сателит. Жил Фери уложио је протест; Бизмарк је распиривао сукоб. Под притиском Француске и Немачке, Енглеска и Португалија су принуђене да пониште свој уговор и пристану да се питање Конга решава на заједничкој међународној конференцији. Она је одржана у Берлину фебруара 1885. године. Француска и Немачка подржале су Леополдове претензије. Споразумом у Берлину утврђена је територија која је припала Леополдовом Међународном удружењу под називом "Независна држава Конго" Она је са Белгијом била у персоналној унији. 